# Greta Schröder
Greta Schröder (Düsseldorf, entonces del Imperio alemán, 7 de diciembre de 1891 - Viena, 13 de abril de 1967 u 8 de junio de 1980) fue una actriz alemana mayormente conocida por su papel de Ellen Hutter la esposa de Thomas Hutter y víctima del Conde Orlok en la película muda de terror Nosferatu, eine Symphonie des Grauens, de 1922.
En el film del año 2000 La sombra del vampiro, es mostrada como una famosa actriz durante la filmación de Nosferatu, pero en realidad era apenas conocida; la cúspide de su carrera fue durante los años 1920, y continuó apareciendo en filmes hasta los años 1950, aunque sus apariciones fueron cada vez más ocasionales.
Estuvo casada con el actor, director, bailarín y coreógrafo húngaro Ernst Matray (1891-1978); el matrimonio terminó en divorcio, y Greta Schröder se volvió a casar con el actor y director Paul Wegener, unión que duraría hasta la muerte de él, ocurrida en 1948. Según el escritor austriaco Kay Weniger, Greta murió en 1980  aunque algunas fuentes mencionan 1967.

## Leyenda
Según una leyenda muy difundida, Greta fue mordida, e incluso asesinada, durante la filmación de Nosferatu por Max Schreck, quien habría sido un vampiro real. Esta leyenda sirvió de base a la película La sombra del vampiro; sin embargo, obviamente tal leyenda es inverosímil. El biógrafo Stefan Eickhoff (Max Schreck. Gespenstertheater, Belleville, 2009) aporta una gran cantidad de datos sobre la carrera teatral y cinematográfica del actor berlinés y de Greta Schröder. Ella continuó actuando hasta el año 1953, y su última aparición fue en la película Pünktchen und Anton, basada en el libro homónimo de Erich Kästner, publicado en 1931, y dirigida por Thomas Engel (n. 1922).